# Дамаски университет
Дамаския университет (на арабски: جَامِعَةُ دِمَشْقَ, Jāmi‘atu Dimashq) е най-големият и най-старият университет в Сирия, разположен в столицата Дамаск и има кампуси в други градове на страната. Основан е през 1923 г. чрез сливането на Медицинското училище (създадено през 1903 г.) и Юридическия институт (създаден през 1913 г.). До 1958 г. е наречен Сирийски университет, но името се променя след основаването на Университета в Алепо. В Сирия има девет държавни университета и повече от десет частни. Университетът в Дамаск е бил един от най-реномираните университети в Близкия Изток преди началото на войната в Сирия през 2011 г.
Университетът се състои от няколко факултета, висши институти, междинни институти и училище за медицински сестри. Една от институциите е специализирана в преподаването на арабски език на чужденци, и представлява най-голямата институция от този вид в Арабския свят.